# Alopecosa charitonovi
Alopecosa charitonovi är en spindelart som beskrevs av Tamara Mcheidze 1997. Alopecosa charitonovi ingår i släktet Alopecosa och familjen vargspindlar. Inga underarter finns listade i Catalogue of Life.